# Records d'Europe d'athlétisme
Les records d'Europe d'athlétisme sont les meilleures performances réalisées par des athlètes de pays membres de l'Association européenne d'athlétisme (AEA), sous la tutelle de World Athletics.
Le 100 kilomètres est la plus longue des épreuves reconnues de course à pied alors que le mile est aujourd'hui la seule distance non-métrique homologuée par la Fédération internationale. Les épreuves non reconnues sont considérées comme des « meilleures performances européennes».
À partir du 1er janvier 2024, World Athletics introduit le nouveau terme « piste courte » (« short track » en anglais) en remplacement du terme « en salle » (« indoor ») pour décrire les compétitions et les performances dont les courses se déroulent sur une piste de 200 m, traditionnellement dans une salle mais également en extérieur.

## Records d'Europe masculins
| Discipline                       | Performance | Athlète                                                                                     | Compétition                                 | Lieu                                  | Date                         | Réf.            |        |
| -------------------------------- | --- | ------------------------------------------------------------------------------------------- | ------------------------------------------- | ------------------------------------- | ---------------------------- | --------------- | ------ |
| 50 m                             | 5 s 69 5 s 69 | Romell Glave                                                                                | Czech Indoor Gala                           | Ostrava                               | 4 février 2025               | [ 3 ]           |        |
| 60 m                             | 6 s 41 | Marcell Jacobs                                                                              | Championnats du monde en salle              | Belgrade                              | 19 mars 2022                 | [ 4 ]           |        |
| 100 m Progression                | 9 s 80 (+ 0,1 m/s) | Marcell Jacobs                                                                              | Jeux olympiques                             | Tokyo                                 | 1er août 2021                | [ 5 ]           |        |
| 200 m Progression                | 19 s 72 (+ 1,8 m/s) | Pietro Mennea                                                                               | Universiade                                 | Mexico                                | 12 septembre 1979            |                 |        |
| 200 m piste courte               | 20 s 25 | Linford Christie                                                                            | Meeting du Pas-de-Calais                    | Liévin                                | 19 février 1995              |                 |        |
| 400 m Progression                | 43 s 44 | Matthew Hudson-Smith                                                                        | Jeux Olympiques                             | Paris                                 | 7 août 2024                  | [ 6 ]           |        |
| 400 m piste courte               | 45 s 05 | Thomas Schönlebe                                                                            |                                             | Sindelfingen                          | 5 février 1988               |                 |        |
| 400 m piste courte               | 45 s 05 | Karsten Warholm                                                                             | Championnats d'Europe en salle              | Glasgow                               | 2 mars 2019                  | [ 7 ]           |        |
| 800 m Progression                | 1 min 41 s 11 | Wilson Kipketer                                                                             | ASV-Sportfest                               | Cologne                               | 24 août 1997                 |                 |        |
| 800 m piste courte               | 1 min 42 s 67 (RM) | Wilson Kipketer                                                                             | Championnats du monde en salle              | Paris                                 | 9 mars 1997                  | [ 8 ]           |        |
| 1 000 m                          | 2 min 12 s 18 | Sebastian Coe                                                                               | Bislett Games                               | Oslo                                  | 11 juillet 1981              |                 |        |
| 1 000 m piste courte             | 2 min 14 s 96 | Wilson Kipketer                                                                             | Aviva Indoor Grand Prix                     | Birmingham                            | 20 février 2000              |                 |        |
| 1 500 m Progression              | 3 min 26 s 73 | Jakob Ingebrigtsen                                                                          | Meeting Herculis                            | Monaco                                | 12 juillet 2024              | [ 9 ]           |        |
| 1 500 m piste courte             | 3 min 30 s 60 (RM) | 3 min 29 s 63                                                                               | Jakob Ingebrigtsen                          | Meeting Hauts-de-France Pas-de-Calais | Liévin                       | 13 février 2025 | [ 10 ] |
| Mile                             | 3 min 43 s 73 | Jakob Ingebrigtsen                                                                          | Diamond League                              | Eugene                                | 16 septembre 2023            |                 |        |
| Mile piste courte                | 3 min 45 s 14 | Jakob Ingebrigtsen                                                                          | Meeting Hauts-de-France Pas-de-Calais       | Liévin                                | 13 février 2025              | [ 11 ]          |        |
| 2 000 m                          | 4 min 43 s 13 (RM) | Jakob Ingebrigtsen                                                                          | Mémorial Van Damme                          | Bruxelles                             | 8 septembre 2023             | [ 12 ]          |        |
| 3 000 m                          | 7 min 17 s 55 (RM) | Jakob Ingebrigtsen                                                                          |                                             | Chorzów                               | 25 août 2024                 |                 |        |
| 3 000 m piste courte             | 7 min 24 s 68 | Mohamed Katir                                                                               | Meeting Hauts-de-France Pas-de-Calais       | Liévin                                | 15 février 2023              |                 |        |
| 5 000 m Progression              | 12 min 44 s 27 | Andreas Almgren                                                                             | Bauhaus-Galan                               | Stockholm                             | 15 juin 2025                 |                 |        |
| 5 000 m piste courte             | 12 min 54 s 92 | Jimmy Gressier                                                                              |                                             | Boston                                | 14 février 2025              |                 |        |
| 10 000 m Progression             | 26 min 46 s 57 | Mohamed Farah                                                                               | Prefontaine Classic                         | Eugene                                | 3 juin 2011                  | ,               |        |
| Heure                            | 21 330 m | Mohamed Farah                                                                               | Mémorial Van Damme                          | Bruxelles                             | 4 septembre 2020             | [ 15 ]          |        |
| 50 m haies                       | 6 s 36+ | Ladji Doucouré                                                                              |                                             | Liévin                                | 26 février 2005              |                 |        |
| 60 m haies                       | 7 s 30 | Colin Jackson                                                                               |                                             | Sindelfingen                          | 6 mars 1994                  |                 |        |
| 110 m haies Progression          | 12 s 91 (+ 0,5 m/s) | Colin Jackson                                                                               | Championnats du monde                       | Stuttgart                             | 20 août 1993                 |                 |        |
| 400 m haies Progression          | 45 s 94 (RM) | Karsten Warholm                                                                             | Jeux Olympiques                             | Tokyo                                 | 3 août 2021                  | [ 17 ]          |        |
| 3 000 m steeple Progression      | 8 min 0 s 09 | Mahiedine Mekhissi-Benabbad                                                                 | Meeting Areva                               | Paris                                 | 6 juillet 2013               | [ 18 ]          |        |
| Saut en hauteur Progression      | 2,42 m | Carlo Thränhardt Patrik Sjöberg                                                             | DN Galan                                    | Berlin Stockholm                      | 26 février 1988 30 juin 1987 |                 |        |
| Saut à la perche Progression     | 6,29 m (RM) | Armand Duplantis                                                                            | meeting de Budapest                         | Budapest                              | 12 août 2025                 | [ 20 ]          |        |
| Saut en longueur Progression     | 8,86 m (+1,9 m/s) | Robert Emmiyan                                                                              |                                             | Tsakhkadzor                           | 22 mai 1987                  |                 |        |
| Triple saut Progression          | 18,29 m (+1,3 m/s) (RM) | Jonathan Edwards                                                                            | Championnats du monde                       | Göteborg                              | 13 août 1995                 | [ 21 ]          |        |
| Lancer du poids Progression      | 23,06 m | Ulf Timmermann                                                                              |                                             | La Canée                              | 22 mai 1988                  |                 |        |
| Lancer du disque Progression     | 75,56 m (RM) | Mykolas Alekna                                                                              | Oklahoma Throws Series                      | Ramona                                | 13 avril 2025                | [ 22 ]          |        |
| Lancer du marteau Progression    | 86,74 m (RM) | Youri Sedykh                                                                                | Championnats d'Europe                       | Stuttgart                             | 30 août 1986                 | [ 23 ]          |        |
| Lancer du javelot Progression    | 98,48 m (RM) | Jan Železný                                                                                 |                                             | Iéna                                  | 25 mai 1995                  | [ 24 ]          |        |
| 5 km (route)                     | 12 min 57 s | Jimmy Gressier                                                                              | Semi-marathon de Lille                      | France                                | 16 mars 2025                 | [ 25 ] [ 26 ]   |        |
| 10 km (route)                    | 26 min 53 s | Andreas Almgren                                                                             | 10 kilomètres de Valence                    | Valence                               | 12 janvier 2025              | [ 27 ]          |        |
| Semi-marathon                    | 59 min 13 s | Julien Wanders                                                                              | Semi-marathon de RAK                        | Ras el Khaïmah                        | 8 février 2019               | [ 28 ]          |        |
| Marathon Progression             | 2 h 3 min 36 s | Bashir Abdi                                                                                 | Marathon de Rotterdam                       | Rotterdam                             | 24 octobre 2021              | [ 29 ]          |        |
| 100 km                           | 6 h 5 min 35 s | Aleksandr Sorokin                                                                           | International Vilnius 100km                 | Vilnius                               | 14 mai 2023                  | [ 30 ]          |        |
| Décathlon Progression            | 9 126 points (RM) | Kevin Mayer                                                                                 | Décastar                                    | Talence                               | 16 septembre 2018            |                 |        |
| Heptathlon                       | 6 558 points | Sander Skotheim                                                                             | Championnats d'Europe en salle              | Apeldoorn                             | 8 mars 2025                  |                 |        |
| Heptathlon                       | 6 s 93 (60 m), 7,95 m (longueur), 14,39 m (poids), 2,19 m (hauteur), 8 s 04 (60 m haies), 5,10 m (perche), 2 min 32 s 72 (1 000 m) |                                                                                             |                                             |                                       |                              |                 |        |
| 5 000 m marche piste courte      | 18 min 7 s 08 (RM) | Mikhail Shchennikov                                                                         | Russian Winter                              | Moscou                                | 14 février 1995              |                 |        |
| 20 000 m marche (piste)          | 1 h 18 min 35 s 2 | Stefan Johansson                                                                            |                                             | Fana                                  | 15 mai 1992                  |                 |        |
| 20 km marche (route) Progression | 1 h 17 min 2 s | Yohann Diniz                                                                                |                                             | Arles                                 | 8 mars 2015                  |                 |        |
| 30 000 m marche (piste)          | 2 h 1 min 44 s 1 | Maurizio Damilano                                                                           |                                             | Coni                                  | 3 octobre 1992               |                 |        |
| 35 km marche (route)             | 2 h 20 min 43 s | Massimo Stano                                                                               | Championnats d'Europe de marche par équipes | Poděbrady                             | 18 mai 2025                  | [ 31 ]          |        |
| 50 000 m marche (piste)          | 3 h 35 min 27 s 2 (RM) | Yohann Diniz                                                                                |                                             | Reims                                 | 12 mars 2011                 |                 |        |
| 50 km marche (route) Progression | 3 h 32 min 33 s (RM) | Yohann Diniz                                                                                | Championnats d'Europe                       | Zurich                                | 15 août 2014                 |                 |        |
| 4 × 100 m Progression            | 37 s 36 | Royaume-Uni Adam Gemili Zharnel Hughes Richard Kilty Nethaneel Mitchell-Blake               | Championnats du monde                       | Doha                                  | 5 octobre 2019               | [ 32 ]          |        |
| 4 × 200 m                        | 1 min 20 s 66 | France Christophe Lemaitre Yannick Fonsat Ben Bassaw Ken Romain                             | Relais mondiaux                             | Nassau                                | 24 mai 2014                  |                 |        |
| 4 × 200 m piste courte           | 1 min 22 s 11 (RM) | Royaume-Uni Linford Christie Darren Braithwaite Ade Mafe John Regis                         |                                             | Glasgow                               | 3 mars 1991                  |                 |        |
| 4 × 400 m Progression            | 2 min 55 s 83 | Royaume-Uni Alex Haydock-Wilson Matthew Hudson-Smith Lewis Davey Charlie Dobson             | Jeux olympiques                             | Saint-Denis                           | 10 août 2024                 | [ 33 ]          |        |
| 4 × 400 m piste courte           | 3 min 1 s 77 (RM) | Pologne Karol Zalewski Rafał Omelko Łukasz Krawczuk Jakub Krzewina                          | Championnats du monde en salle              | Birmingham                            | 4 mars 2018                  |                 |        |
| 4 × 800 m                        | 7 min 3 s 89 | Royaume-Uni Peter Elliott Garry Cook Steve Cram Sebastian Coe                               |                                             | Londres                               | 30 août 1982                 |                 |        |
| 4 × 800 m piste courte           | 7 min 17 s 8 | Union soviétique Valeriy Taratynov Stanislav Meshcherskikh Alexey Taranov Viktor Semyashkin |                                             | Sofia                                 | 14 mars 1971                 |                 |        |
| 4 × 1 500 m                      | 14 min 38 s 8 | Allemagne de l'Ouest Thomas Wessinghage Harald Hudak Michael Lederer Karl Fleschen          | ASV-Sportfest                               | Cologne                               | 17 août 1977                 |                 |        |
| Distance medley relay            | 9 min 24 s 07 | Pologne                                                                                     |                                             |                                       | 3 mai 2015                   |                 |        |
| Relais ekiden                    | 2 h 2 min 37 s | Belgique                                                                                    |                                             |                                       | 11 novembre 2022             |                 |        |

## Records d'Europe féminins
| Discipline                    | Performance                                                                                      | Athlète                                                                                  | Compétition                                      | Lieu              | Date                           | Réf.   |
| ----------------------------- | ------------------------------------------------------------------------------------------------ | ---------------------------------------------------------------------------------------- | ------------------------------------------------ | ----------------- | ------------------------------ | ------ |
| 50 m                          | 5 s 96 (RM)                                                                                      | Irina Privalova                                                                          |                                                  | Madrid            | 9 février 1995                 | [ 35 ] |
| 60 m                          | 6 s 92 (RM)                                                                                      | Irina Privalova                                                                          |                                                  | Madrid            | 11 février 1993 9 février 1995 | [ 36 ] |
| 100 m Progression             | 10 s 73 (+2,0 m/s)                                                                               | Christine Arron                                                                          | Championnats d'Europe                            | Budapest          | 19 août 1998                   |        |
| 200 m Progression             | 21 s 63                                                                                          | Dafne Schippers                                                                          | Championnats du Monde                            | Pékin             | 28 août 2015                   |        |
| 200 m piste courte            | 22 s 10                                                                                          | Irina Privalova                                                                          | Meeting du Pas-de-Calais                         | Liévin            | 19 février 1995                |        |
| 400 m Progression             | 47 s 60 (RM)                                                                                     | Marita Koch                                                                              | Coupe du monde                                   | Canberra          | 6 octobre 1985                 |        |
| 400 m piste courte            | 49 s 17 (RM)                                                                                     | Femke Bol                                                                                | Championnats du monde d'athlétisme en salle 2024 | Glasgow           | 2 mars 2024                    |        |
| 800 m Progression             | 1 min 53 s 28 (RM)                                                                               | Jarmila Kratochvílová                                                                    |                                                  | Munich            | 26 juillet 1983                |        |
| 800 m piste courte            | 1 min 55 s 82                                                                                    | Jolanda Ceplak                                                                           | Championnats d'Europe en salle                   | Vienne            | 3 mars 2002                    |        |
| 1 000 m                       | 2 min 28 s 98 (RM)                                                                               | Svetlana Masterkova                                                                      | Mémorial Van Damme                               | Bruxelles         | 23 août 1996                   |        |
| 1 000 m piste courte          | 2 min 31 s 93                                                                                    | Laura Muir                                                                               |                                                  | Birmingham        | 18 février 2017                |        |
| 1 500 m Progression           | 3 min 51 s 95                                                                                    | Sifan Hassan                                                                             | Championnats du Monde                            | Doha              | 5 octobre 2019                 | [ 37 ] |
| 1 500 m piste courte          | 3 min 57 s 91                                                                                    | Abeba Aregawi                                                                            | XL Galan                                         | Stockholm         | 6 février 2014                 | [ 38 ] |
| Mile                          | 4 min 12 s 33                                                                                    | Sifan Hassan                                                                             | Herculis                                         | Monaco            | 12 juillet 2019                | [ 39 ] |
| Mile piste courte             | 4 min 17 s 14                                                                                    | Doina Melinte                                                                            |                                                  | East Rutherford   | 9 février 1990                 |        |
| 2 000 m                       | 5 min 25 s 36                                                                                    | Sonia O'Sullivan                                                                         |                                                  | Édimbourg         | 8 juillet 1994                 |        |
| 3 000 m                       | 8 min 18 s 49                                                                                    | Sifan Hassan                                                                             | Prefontaine Classic                              | Palo Alto         | 30 juin 2019                   | [ 40 ] |
| 3 000 m piste courte          | 8 min 26 s 41                                                                                    | Laura Muir                                                                               | Meeting de Karlsruhe                             | Karlsruhe         | 4 février 2017                 | [ 41 ] |
| 5 000 m Progression           | 14 min 13 s 42                                                                                   | Sifan Hassan                                                                             | London Grand Prix                                | Londres           | 23 juillet 2023                | [ 42 ] |
| 5 000 m piste courte          | 14 min 30 s 79                                                                                   | Konstanze Klosterhalfen                                                                  |                                                  | Boston            | 17 février 2020                |        |
| 10 000 m Progression          | 29 min 6 s 82                                                                                    | Sifan Hassan                                                                             | Fanny Blankers-Koen Games                        | Hengelo           | 6 juin 2021                    | [ 43 ] |
| Heure                         | 18 930 m                                                                                         | Sifan Hassan                                                                             | Mémorial Van Damme                               | Bruxelles         | 4 septembre 2020               | [ 44 ] |
| 50 m haies                    | 6 s 58 (RM)                                                                                      | Cornelia Oschkenat                                                                       |                                                  | Berlin            | 20 février 1988                |        |
| 60 m haies                    | 7 s 67                                                                                           | Ditaji Kambundji                                                                         | Championnats d'Europe en salle                   | Apeldoorn         | 7 mars 2025                    | [ 45 ] |
| 100 m haies Progression       | 12 s 21 (+0,7 m/s)                                                                               | Yordanka Donkova                                                                         |                                                  | Stara Zagora      | 20 août 1988                   |        |
| 400 m haies Progression       | 50 s 95                                                                                          | Femke Bol                                                                                | Résisprint International                         | La Chaux-de-Fonds | 14 juillet 2024                | [ 46 ] |
| 3 000 m steeple Progression   | 8 min 58 s 67                                                                                    | Alice Finot                                                                              | Jeux olympiques                                  | Paris             | 6 août 2024                    |        |
| Saut en hauteur Progression   | 2,10 m (RM)                                                                                      | Yaroslava Mahuchikh                                                                      | Meeting de Paris                                 | Paris             | 7 juillet 2024                 |        |
| Saut à la perche Progression  | 5,06 m (RM)                                                                                      | Yelena Isinbayeva                                                                        | Weltklasse Zürich                                | Zurich            | 28 août 2009                   |        |
| Saut en longueur Progression  | 7,52 m (+1,4 m/s) (RM)                                                                           | Galina Chistyakova                                                                       |                                                  | Saint-Pétersbourg | 11 juin 1988                   |        |
| Triple saut Progression       | 15,50 m (+0,9 m/s)                                                                               | Inessa Kravets                                                                           | Championnats du monde                            | Göteborg          | 10 août 1995                   |        |
| Lancer du poids Progression   | 22,63 m (RM)                                                                                     | Natalya Lisovskaya                                                                       |                                                  | Moscou            | 7 juin 1987                    |        |
| Lancer du disque Progression  | 76,80 m (RM)                                                                                     | Gabriele Reinsch                                                                         |                                                  | Neubrandenburg    | 9 juillet 1988                 |        |
| Lancer du marteau Progression | 82,98 m (RM)                                                                                     | Anita Włodarczyk                                                                         |                                                  | Varsovie          | 28 août 2016                   | [ 47 ] |
| Lancer du javelot Progression | 72,28 m (RM)                                                                                     | Barbora Špotáková                                                                        | Finale mondiale de l'IAAF                        | Stuttgart         | 21 septembre 2008              |        |
| 5 km                          | 14 min 39 s                                                                                      | Diane Van Es                                                                             | 5km Herculis                                     | Monaco            | 17 février 2019                | [ 48 ] |
| 10 km                         | 30 min 19 s                                                                                      | Eilish McColgan                                                                          | Great Manchester Run                             | Manchester        | 22 mai 2022                    | [ 49 ] |
| Semi-marathon                 | 1 h 5 min 15 s                                                                                   | Sifan Hassan                                                                             | Semi-marathon de Copenhague                      | Copenhague        | 16 septembre 2018              |        |
| Marathon Progression          | 2 h 13 min 44 s                                                                                  | Sifan Hassan                                                                             | Marathon de Chicago                              | Chicago           | 8 octobre 2023                 | [ 50 ] |
| 50 km                         |                                                                                                  |                                                                                          |                                                  |                   |                                |        |
| 100 km                        | 7 h 4 min 3 s                                                                                    | Floriane Hot                                                                             | Championnats du monde du 100 kilomètres          | Bernau bei Berlin | 27 août 2022                   | [ 51 ] |
| Pentathlon piste courte       | 5 055 points (RM)                                                                                | Nafissatou Thiam                                                                         | Championnats d'Europe en salle                   | Istanbul          | 3 mars 2023                    | [ 52 ] |
| Pentathlon piste courte       | 8 s 23 (60 m haies), 1,92 m (hauteur), 15,54 m (poids), 6,59 m (longueur), 2 min 13 s 60 (800 m) |                                                                                          |                                                  |                   |                                |        |
| Heptathlon Progression        | 7 032 points                                                                                     | Carolina Klüft                                                                           | Championnats du monde                            | Osaka             | 26 août 2007                   |        |
| Décathlon                     | 8 358 points                                                                                     | Austra Skujytė                                                                           |                                                  | Columbia          | 15 avril 2005                  |        |
| 3 000 m marche piste courte   | 11 min 40 s 33                                                                                   | Claudia Stef                                                                             |                                                  | Bucarest          | 30 janvier 1999                |        |
| 10 000 m marche               | 41 min 56 s 23                                                                                   | Nadezhda Ryashkina                                                                       |                                                  | Seattle           | 24 juillet 1990                |        |
| 20 000 m marche               | 1 h 26 min 52 s 3                                                                                | Olimpiada Ivanova                                                                        |                                                  | Brisbane          | 6 septembre 2001               |        |
| 20 km marche Progression      | 1 h 25 min 8 s                                                                                   | Vera Sokolova                                                                            | Championnats de marche de Russie 2011            | Sotchi            | 26 février 2011                |        |
| 35 km marche                  | 2 h 37 min 15 s (RM)                                                                             | María Pérez                                                                              | Championnats d'Europe de marche par équipes      | Poděbrady         | 21 mai 2023                    | [ 53 ] |
| 50 km marche Progression      | 4 h 4 min 50 s                                                                                   | Eleonora Giorgi                                                                          | Coupe d’Europe                                   | Alytus            | 19 mai 2019                    |        |
| 4 × 100 m Progression         | 41 s 37                                                                                          | Allemagne de l'Est Silke Gladisch Sabine Rieger Ingrid Auerswald Marlies Göhr            | Coupe du monde                                   | Canberra          | 6 octobre 1985                 |        |
| 4 × 200 m                     | 1 min 28 s 15                                                                                    | Allemagne de l'Est Marlies Göhr Bärbel Wöckel Marita Koch Romy Müller                    |                                                  | Iéna              | 9 août 1980                    |        |
| 4 × 200 m piste courte        | 1 min 32 s 41 (RM)                                                                               | Russie Yekaterina Kondratyeva Irina Khabarova Yuliya Pechonkina Yuliya Gushchina         |                                                  | Glasgow           | 29 janvier 2005                |        |
| 4 × 400 m Progression         | 3 min 15 s 17 (RM)                                                                               | Union soviétique Tatyana Ledovskaya Olga Nazarova Mariya Pinigina Olga Bryzgina          | Jeux olympiques                                  | Séoul             | 1er octobre 1988               |        |
| 4 × 400 m piste courte        | 3 min 23 s 37 (RM)                                                                               | Russie Yuliya Gushchina Olga Kotlyarova Olga Zaytseva Olesya Krasnomovets                |                                                  | Glasgow           | 28 janvier 2006                |        |
| 4 × 800 m                     | 7 min 50 s 17                                                                                    | Union soviétique Nadezhda Olizarenko Lyubov Gurina Lyudmila Borisova Irina Podyalovskaya |                                                  | Moscou            | 5 août 1984                    |        |
| 4 × 800 m piste courte        | 8 min 6 s 24 (RM)                                                                                | Équipe Moscou 1 Aleksandra Bulanova Ekaterina Martynova Elena Kofanova Anna Balakshina   | Championnats de Russie en salle                  | Moscou            | 18 février 2011                | [ 54 ] |
| 4 × 1 500 m                   | 17 min 51 s 48                                                                                   | Roumanie                                                                                 |                                                  |                   | 24 mai 2014                    |        |
| Distance medley relay         | 10 min 45 s 32                                                                                   | Pologne                                                                                  |                                                  |                   | 2 mai 2015                     |        |
| Relais ekiden                 | 2 h 14 min 51 s                                                                                  | Russie                                                                                   |                                                  |                   | 23 novembre 2006               |        |

## Records d'Europe mixtes
| Discipline            | Performance  | Athlète                                                         | Compétition     | Lieu        | Date        | Réf.   |
| --------------------- | ------------ | --------------------------------------------------------------- | --------------- | ----------- | ----------- | ------ |
| 4 × 400 m Progression | 3 min 7 s 43 | Pologne Eugene Omalla Lieke Klaver Isaya Klein Ikkink Femke Bol | Jeux olympiques | Saint-Denis | 3 août 2024 | [ 55 ] |